# Area naturale protetta di interesse locale di Artimino
L'area naturale protetta di interesse locale di Artimino è un'area naturale protetta della regione Toscana istituita nel 2007.
Occupa una superficie di 691 ha nella provincia di Prato.